# Il bene
Il bene è un singolo del cantautore italiano Francesco Renga, pubblicato il 3 giugno 2016 come secondo estratto dall'ottavo album in studio Scriverò il tuo nome.
Il brano è stato scritto dal cantautore Ermal Meta e, per il testo, anche dallo stesso Renga.

## Video musicale
Il videoclip, diretto da Gaetano Morbioli e girato a Los Angeles e Las Vegas, è stato trasmesso in anteprima su Real Time il 3 giugno 2016 e successivamente pubblicato il 6 giugno 2016 sul canale Vevo-YouTube del cantante.

## Classifiche
| Classifica (2016) | Posizione massima |
| ----------------- | ----------------- |
| Italia            | 74                |